# Westlicher Militärbezirk

Russische Militärbezirke, West in rot

Der Westliche Militärbezirk (russisch Западный военный округ) ist einer von fünf Militärbezirken der Streitkräfte der Russischen Föderation. Seit dem 1. Dezember 2014 besteht der Militärbezirk aus 26 Oblasten und ist damit seiner Größe nach der zweitkleinste Militärbezirk. Das Kommando des Militärbezirks hat seinen Sitz in Sankt Petersburg. Derzeitiger Kommandeur ist Generaloberst Jewgeni Nikiforow. Der Großteil der Streitkräfte des Westlichen Militärbezirks ist im Krieg in der Ukraine eingesetzt.

## Geschichte
Der Militärbezirk wurde im Zuge der Militärreform von Verteidigungsminister Anatoli Serdjukow kreiert und gemäß dem Dekret des Präsidenten No. 1144 vom 20. September 2010 bestätigt. Er entstand durch Zusammenlegung des Moskauer Militärbezirks mit dem Leningrader Militärbezirk und der Sonderzone Kaliningrad. Am 20. Oktober 2010 übernahm der Militärbezirk offiziell das Kommando. Erster Kommandeur war der damalige Generaloberst Waleri Gerassimow.
2024 wurden Moskauer und Leningrader Militärbezirke wieder gegründet.

## Truppen
Der Westliche Militärbezirk besteht im Kern aus der 1. Gardepanzerarmee, der 6. Armee und der 20. Gardearmee sowie der Baltischen Flotte und Teile der Küsteninfanterie sowie die 6. Luft- und Luftverteidigungs-Armee und die Gruppe der Russischen Streitkräfte in Transnistrien. Weiter sind dem Militärbezirk einige Truppen direkt unterstellt. Darüber hinaus sind noch zwei Armeen der Luftstreitkräfte auf dem Territorium des Militärbezirks stationiert, dem Militärbezirk aber nicht unterstellt.